# Echo Valley
Echo Valley è un film del 2025 diretto da Michael Pearce.

## Trama
Kate vive una vita tranquilla nel suo ranch, Echo Valley. Tutto cambia quando Claire, la problematica figlia tossicodipendente, torna a casa coperta di sangue e senza alcun ricordo di ciò che è successo.

## Produzione
Annunciato nel marzo 2023 con Julianne Moore e Sydney Sweeney nei ruoli delle protagoniste, il film è stato prodotto dalla Scott Free Productions e The Walsh Company, con Ridley Scott, Michael Pruss, lo sceneggiatore Brad Ingelsby e Kevin J. Walsh in veste di produttori. Nell'aprile 2023 Domhnall Gleeson si è unito al cast, seguito da Kyle MacLachlan, Fiona Shaw ed Edmund Donovan nel maggio 2024.
Le riprese si sono volte tra il maggio e il giugno 2023 in New Jersey, coinvolgendo la contea di Hunterdon e la Contea di Morris, ma anche i Pinewood Studios in Inghilterra.

## Promozione
Il primo trailer è stato distribuito il 7 maggio 2025.

## Distribuzione
Il film è stato distribuito nelle sale statunitensi in distribuzione limitata dal 6 giugno 2025, prima di essere reso disponibile su Apple TV+ il 13 giugno seguente.

## Accoglienza
Il film è stato accolto tiepidamente dalla critica. Rotten Tomatoes riporta un indice di gradimento del 51%.